# Xian Dongmei
Xian Dongmei, född den 15 september 1975 i Sihui, Kina, är en kinesisk judoutövare.
Hon tog OS-guld i damernas halv lättvikt i samband med de olympiska judotävlingarna 2004 i Aten.
Hon tog OS-guld igen i samma gren i samband med de olympiska judotävlingarna 2008 på hemmaplan i Peking.